# Nob Hill
Nob Hill is een Amerikaanse muziekfilm uit 1945 onder regie van Henry Hathaway.

## Verhaal
Een barman uit San Francisco wil graag deel uitmaken van de rijke elite. Als hij een relatie heeft met een rijke vrouw, lijkt zijn droom uit te komen. Alleen wil de knappe zangeres uit zijn bar hem houden waar hij is.

## Rolverdeling
| Acteur           | Personage          |
| ---------------- | ------------------ |
| George Raft      | Tony Angelo        |
| Joan Bennett     | Harriet Carruthers |
| Vivian Blaine    | Sally Templeton    |
| Peggy Ann Garner | Katie Flanagan     |
| Alan Reed        | Jack Harrigan      |
| B.S. Pully       | Joe                |
| Emil Coleman     | Pianist            |
| Edgar Barrier    | Lash Carruthers    |
| Joe Smith        | Charlie            |
| Charles Dale     | Ober               |